# Büyükkışla
Büyükkışla is een plaats in het Turkse district Candir in de provincie Yozgat. In het jaar 2007 had Büyükkışla 600 inwoners.

## Geboren in Büyükkışla
- Selçuk Öztürk (uit de Nederlandse stad  Roermond) (1972), politicus